# Chaparral (police de caractères)
Pour les articles homonymes, voir Chaparral.
Chaparral est une police de caractères de type serif créée par l'Américaine Carol Twombly en 1997 pour la collection Adobe Originals d'Adobe Systems. Ce caractère hybride se situe à mi-chemin entre une égyptienne et une garalde.